# Aiwa Village
Aiwa Village är en ort i Kiribati.   Den ligger i örådet Tabiteuea och ögruppen Gilbertöarna, i den sydöstra delen av landet, 400 km sydost om huvudstaden Tarawa. Aiwa Village ligger 12 meter över havet och antalet invånare är 145. Den ligger på ön Aiwa.
Terrängen runt Aiwa Village är mycket platt.  Närmaste större samhälle är Buariki Village, 19,8 km sydost om Aiwa Village. 